# 張其實
張其實，號冲一，山西平陽府蒲州軍籍。

## 生平
萬曆三十七年（1609年）己酉科山西鄉試舉人，四十四年（1616年）丙辰科進士，吏部觀政，四十五年授洛阳知县，丁憂歸。天啓元年補蠡县，六年升吏部验封司主事，歷考功、文选，升稽勋司员外郎，给假归省，七年革职为民。崇祯二年起升验封司郎中，三年升大理寺右寺丞，五年降尚寶司丞，官南京通政司參議。

## 家族
曾祖张金。祖父张仲佑。父张荐，通判。